# Отишић
Отишић је насељено мјесто у саставу града Врлике, Сплитско-далматинска жупанија, Република Хрватска.

## Географија
Налази се 5 км југоисточно од Врлике, између планине Свилаје и ријеке Цетине, односно Перућког језера.
Дијелови Отишића су: Драга Отишићка, Гај, Пољана, Дубрава, Јечмиште, Кривошија, Ограде, Пољице Отишићке, Рудопоље Сињско, Свилаја, Шевина Њива, Таван и Влаке.

## Историја
До територијалне реорганизације у Хрватској налазио се у саставу старе општине Сињ. Током рата у Хрватској Отишић је био у саставу Републике Српске Крајине. Село је етнички очишћено у хрватској војној операцији Олуја.
Село је занимљиво и по томе што су у њему пронађени налази из каменог и римског доба, те остаци старохришћанске цркве.
У НОБ-у је за вријеме Другог свјетског рата судјеловало 95 становника Отишића.

## Становништво
На попису становништва 2011. године, Отишић је имао само 23 становника.
| Број становника по пописима | Број становника по пописима | Број становника по пописима | Број становника по пописима | Број становника по пописима | Број становника по пописима | Број становника по пописима | Број становника по пописима | Број становника по пописима | Број становника по пописима | Број становника по пописима | Број становника по пописима | Број становника по пописима | Број становника по пописима | Број становника по пописима | Број становника по пописима |
| --------------------------- | --------------------------- | --------------------------- | --------------------------- | --------------------------- | --------------------------- | --------------------------- | --------------------------- | --------------------------- | --------------------------- | --------------------------- | --------------------------- | --------------------------- | --------------------------- | --------------------------- | --------------------------- |
| 1857                        | 1869                        | 1880                        | 1890                        | 1900                        | 1910                        | 1921                        | 1931                        | 1948                        | 1953                        | 1961                        | 1971                        | 1981                        | 1991                        | 2001                        | 2011                        |
| 1.010                       | 1.099                       | 1.204                       | 1.497                       | 1.657                       | 1.924                       | 1.929                       | 1.957                       | 1.668                       | 1.631                       | 1.534                       | 1.230                       | 1.191                       | 1.006                       | 20                          | 23                          |

### Попис становништва у СФРЈ
| Националност       | 1991. | 1981. | 1971. | 1961. |
| Срби               | 996   | 1.052 | 1.156 | 1.513 |
| Југословени        | 6     | 126   | 37    |       |
| Хрвати             | 2     | 1     | 13    | 12    |
| остали и непознато | 2     | 12    | 24    | 9     |
| Укупно             | 1.006 | 1.191 | 1.230 | 1.534 |

## Црква
У селу се налази храм Српске православне цркве Св. Архангел Михаило из 1889. године.

## Презимена
| - Арамбашић — Православци, славе Аранђеловдан - Борковић — Православци, славе Св. Николу - Бошчић — Православци, славе Аранђеловдан - Вујасин — Православци, славе Аранђеловдан и Св. Јована - Вукоман — Православци, славе Аранђеловдан - Драгић — Православци, славе Св. Јована - Деспинић — Православци, славе Св. Јована - Гајић — Православци, славе Аранђеловдан - Грубић — Православци, славе Св. Јована - Загорац — Православци, славе Св. Николу - Јовчић — Православци, славе Аранђеловдан - Катић — Православци, славе Св. Јована | - Крагуљ — Православци, славе Аранђеловдан - Кривошић — Православци, славе Св. Јована - Кричковић — Православци, славе Св. Јована - Крунић — Православци, славе Аранђеловдан - Мељанац — Православци, славе Св. Јована - Новак — Православци, славе Св. Јована и Св. Филипа - Петровић — Православци, славе Ђурђевдан - Попадић — Православци, славе Аранђеловдан - Рађен — Православци, славе Св. Јована - Ратић — Православци, славе Св. Јована - Рнић — Православци, славе Св. Пантелију | - Росић — Православци, славе Св. Јована - Станојевић — Православци, славе Аранђеловдан - Стојановић — Православци, славе Аранђеловдан - Стојсављевић — Православци, славе Аранђеловдан - Суботић — Православци, славе Аранђеловдан - Томић — Православци, славе Св. Јована - Трифуновић — Православци, славе Аранђеловдан - Устић — Православци, славе Ђурђевдан - Цвијетић — Православци, славе Аранђеловдан - Шпика — Православци, славе Аранђеловдан |

### Фотографије
- https://web.archive.org/web/20140119111506/http://www.panoramio.com/map/. Архивирано из оригинала 19. 01. 2014. г. Недостаје или је празан параметар |title= (помоћ)